# Petralia Sottana
Petralia Sottana ist eine Stadt der Metropolitanstadt Palermo in der Region Sizilien in Italien mit 2412 Einwohnern (Stand 31. Dezember 2023).

## Lage und Daten
Petralia Sottana liegt auf einem Felsvorsprung in den Monti Madonie über einem Tal des Imera Meridionale. Die Entfernung nach Palermo im Nordwesten beträgt 108 km.
Die Einwohner arbeiten hauptsächlich in der Landwirtschaft, in der Nahrungsmittelindustrie und in der traditionellen Teppichknüpferei.
Die Nachbargemeinden sind Alimena, Blufi, Caltanissetta (CL), Castelbuono, Castellana Sicula, Geraci Siculo, Isnello, Marianopoli (CL), Petralia Soprana, Polizzi Generosa, Resuttano (CL), Santa Caterina Villarmosa (CL) und Villalba (CL).

## Geschichte
Der Ort entwickelte sich um ein Kastell, das 1096 von Roger I. unterhalb des Ortes Petralia Soprana erbaut wurde.

## Sehenswürdigkeiten
- Kirche SS.Trinitia mit einem Spitzbogenportal aus dem 15. Jahrhundert
- Kirche Santa Maria della Fontana, erbaut Ende des 16. Jahrhunderts, mit einem Portal im Stil der katalanischen Spätgotik und einem Campanile
- Pfarrkirche aus dem 17. Jahrhundert
- Kirche San Francesco, im Stil des Barocks erbaut und mit Fresken ausgestattet

## Veranstaltungen
Im August am ersten Sonntag nach Maria Himmelfahrt werden ein Pantomimenfest Ballo Pantomima della Cordella und ein antiker Hochzeitszug veranstaltet. Zudem gibt es im August das Festival Jazz Manouche mit Musik im Stil von Django Reinhardt.  Im September findet das Fest der Madonna dell’Alto statt.

## Belege
1. ↑  Bilancio demografico e popolazione residente per sesso al 31 dicembre 2023. ISTAT. (Bevölkerungsstatistiken des Istituto Nazionale di Statistica, Stand 31. Dezember 2023).
2. ↑  Festival Jazz Manouche (italienisch und englisch)